# Prism3D
Prism3D — игровой движок, разработанный чешской компанией SCS Software.

## История разработки
В своих самых ранних играх SCS Software уже использовала собственный игровой движок, TERRENG. Этот движок развивался с 1998 года по 2000 и имел несколько версий, последней из которых стала 4.0; он был применен в нескольких играх, в частности, в нескольких частях Deer Hunter, Sportsman’s Paradise 2 и Grand Slam Turkey Hunter.
Первой игрой на Prism3D стала Hunting Unlimited 2001 года, выполненная в жанре симулятора охоты. 
Павел Себор (чеш. Pavel Sebor), руководитель SCS Software, так описывает, почему было решено создать Prism3D и развивать его вместо покупки сторонних движков (2002):
«Сначала это был просто заманчивый вызов. Тогда была эпоха, когда Quake 1 просто ошеломлял всех, и мы хотели посмотреть, сможем ли мы приблизиться к современным технологиям того времени. (...) Самое важное, что я вижу, это контроль над своей судьбой. У вас всегда есть стопроцентный контроль над развитием технологии. Вам не нужно беспокоиться о том, поддерживает ли лицензионное промежуточное ПО ту или иную функцию или платформу, получаете ли вы необходимую поддержку в тот момент, когда она вам нужна. (...) Поскольку планка качества постоянно поднимается, все меньше и меньше компаний смогут позволить себе разработку 3D-движков с нуля или даже обновление существующих движков. Со временем естественный отбор оставит лишь пару победителей. Нам просто нужно убедиться, что мы достаточно умны при улучшении Prism3D, чтобы оставаться среди них».
Хотя SCS Software и предлагает движок сторонним компаниям, большинство проектов на нем являются внутренними разработками студии. Prism3D был использован во всех играх в жанре симулятора дальнобойщика в сериях Hard Truck и 18 Wheels of Steel. Этому также поспособствовали такие особенности движка, как работа с большими открытыми пространствами без видимых подгрузок, смена цикла «день-ночь» и т. п. Помимо этого, он был применен почти во всех частях симуляторах охоты Hunting Unlimited.
Начиная с Trucks & Trailers (2011), посвященной симуляции парковки грузовиков, и в дальнейшем с Euro Truck Simulator 2 (2012) — одного из основных продуктов компании, SCS значительно переделывает и обновляет Prism3D. Это второе поколение продолжает использоваться SCS Software в своих проектах, например, в American Truck Simulator 2016 года.

### Дальнейшее развитие
В обозримой перспективе разработчики планируют произвести полное обновление всего игрового движка и значительно переписать его ядро.
Помимо различных графических улучшений, таких как эффекты погоды и текстурирования поверхностей, а также физически корректного рендеринга (англ. physical based rendering), основным направлением является кроссплатформенная совместимость.
«Мы не хотели делать просто порт. Мне бы не хотелось, чтобы мы были настолько разными на разных платформах. Конечная цель — получить версию для ПК и консолей с одним и тем же кодом, чтобы её было легко поддерживать, и чтобы каждый мог получить доступ к новым DLC/контенту в тот же день, когда они будут выпущены для игроков на ПК. Самой большой проблемой для команды программистов было то, что им приходилось менять ядро движка, не нарушая при этом игру» — сообщает Себор.

## Технические характеристики
Игровой движок является кроссплатформенным: присутствует совместимость с ПК (под управлением Microsoft Windows или Linux), Mac, а также iOS. В старых версиях поддерживалась также игровая приставка PlayStation 2 (на ней состоялся релиз Duke Nukem: Manhattan Project, 2002). Возможности кроссплатформенности планируется значительно расширить в новой версии движка с новым ядром, в частности, планируется поддержка актуальных игровых консолей.
Исходный код написан на языке программирования C++. Одной из отличительных особенностей движка является работа с большими открытыми пространствами; реализована смена цикла день-ночь и динамическая погода. В качестве физического движка обычно используется встроенный Open Dynamics Engine, имеющий свободную лицензию.
В качестве звукового движка интегрирован FMOD (FMOD Studio).
Движок активно дорабатывался разработчиками с выходом каждой новой игры — так, начиная с 18 Wheels of Steel: Pedal to the Metal (2004) появилась поддержка динамических отражений; позднее — рельефные текстуры.
Масштабное обновление движка было произведено для симулятора дальнобойщика Euro Truck Simulator 2 (2012). В более раннем варианте обновленный движок дебютировал в Trucks & Trailers и Scania Truck Driving Simulator. Начиная с этих проектов, авторы значительно переделывают графический компонент движка. В Prism3D было добавлено множество новых возможностей, в том числе: алгоритм сглаживания MLAA, усложненный рендеринг воды, HDR-освещение, усложненные динамические тени, на которые влияют источники света, шейдерные эффекты, эффекты, создаваемые системой частиц (например, дым, огонь, визуализация разных погодных условий, таких как дождь, в том числе капли дождя на стекле автомобиля, или снег).
Помимо этого был реализован развитый искусственный интеллект автомобилистов, который включает, помимо прочего, так называемые «сигналы профессиональных водителей», которые те могут передавать друг другу при помощи фар автомобиля (например: «уступи дорогу», или «проезжай»), также водители корректно соблюдают ПДД и используют поворотники. Разработчик может внести разнообразие в игровые поездки при помощи системы случайных дорожных событий (Random Road Events).
В последующих обновлениях был оптимизирован рендеринг, улучшена модель освещения и погодных условий, а также добавлена поддержка Retina-дисплеев и мультимониторности. В 2021 году была добавлена поддержка DirectX 11, а также алгоритма освещения SSAO — их реализация представлена впервые в American Truck Simulator.
Помимо улучшений текущей версии движка, SCS Software разрабатывает новую версию Prism3D, точная дата релиза которой пока неизвестна.

## Средства разработки
В комплекте с движком, который предлагался для лицензирования, поставлялся исходный код и набор инструментов, куда входили: редактор уровней, редактор трёхмерных моделей, менеджер шейдеров и другие утилиты.
В 2015 году был выпущен новый SDK — SCS Blender Tools, представленный несколькими годами ранее. Этот пакет инструментов, сделанный на базе трехмерного редактора Blender, призван стать основным инструментом для работы с движком и играми, построенным на нем, сочетая в себе различные функции. Пакет доступен бесплатно желающим создавать модификации для игр на Prism3D, например, для Euro Truck Simulator 2. Его документация широко раскрыта в официальной вики
В качестве редактора карт актуальные версии Prism3D используют новый Map Editor, который поставляется с ETS2 и ATS. Доступ к нему осуществляется через консоль игры или команду ярлыка к исполняемому файлу игры.
Для распаковки игровых архивов можно использовать консольное приложение SCS Extractor, в то время как для упаковки можно использовать любой архиватор, например, 7-Zip Имеется также приложение SCS Workshop Uploader, упрощающее добавление пользовательских модификаций в Steam Workshop, а также другие небольшие инструменты для создания модов.

## Игры, использующие Prism3D
Игры производства SCS Software

Зимняя локация в 18 Wheels of Steel: Extreme Trucker (2009) на предыдущем поколении движка.

Летние городские улицы в American Truck Simulator (2016) на новом поколении движка.

- 2001 — Hunting Unlimited[пр. 3]
- 2002 — Hard Truck: 18 Wheels of Steel[пр. 3]
- 2003 — Hunting Unlimited 2[пр. 4]
- 2004 — Hunting Unlimited 3[пр. 4]
- 2004 — 18 Wheels of Steel: Across America
- 2004 — 18 Wheels of Steel: Pedal to the Metal
- 2005 — 18 Wheels of Steel: Convoy
- 2005 — Ocean Dive: Ocean Diving Adventure[21][22][23]
- 2005 — TruckSaver (скринсейвер)
- 2006 — 18 Wheels of Steel: Haulin’
- 2006 — Hunting Unlimited 4
- 2006 — Deer Drive
- 2007 — Hunting Unlimited 2008
- 2007 — Bus Driver[пр. 5]
- 2007 — 18 Wheels of Steel: American Long Haul
- 2008 — Hunting Unlimited 2009
- 2008 — Bus Driver: Temsa Edition
- 2008 — Euro Truck Simulator
- 2009 — Hunting Unlimited 2010
- 2009 — 18 Wheels of Steel: Extreme Trucker
- 2010 — German Truck Simulator
- 2010 — UK Truck Simulator
- 2010 — Austrian Truck Simulator
- 2010 — Bus Driver: Gold Edition
- 2011 — 18 Wheels of Steel Extreme Trucker 2
- 2011 — Trucks & Trailers
- 2012 — Scania Truck Driving Simulator: The Game
- 2012 — Euro Truck Simulator 2 и дополнения
  - 2013 — Going East!
  - 2015 — Scandinavia
  - 2016 — Vive La France!
  - 2017 — Italia
  - 2018 — Beyond the Baltic Sea
  - 2019 — Road to the Black Sea
  - 2021 — Iberia
  - 2023 — West Balkans
  - 2024 — Greece
  - В разработке — Nordic Horizons[24]
  - Заморожено — Heart of Russia
- 2014 — Bus Driver: Pocket Edition (совместно с Meridian4)[пр. 6]
- 2016 — American Truck Simulator и дополнения
  - 2016 — Arizona
  - 2017 — New Mexico
  - 2018 — Oregon
  - 2019 — Washington
  - 2019 — Utah
  - 2020 — Idaho
  - 2020 — Colorado
  - 2021 — Wyoming
  - 2022 — Montana
  - 2022 — Texas
  - 2023 — Oklahoma
  - 2023 — Kansas
  - 2024 — Nebraska
  - 2024 — Arkansas
  - 2025 — Missouri
  - 2025 — Iowa
  - В разработке — Lousiana
  - В разработке — Illinois
  - В разработке — South Dakota
- В разработке — Euro Coach Simulator

Игры сторонних лицензиатов
- 2001 — Shark! Hunting the Great White (Sunstorm Interactive)
- 2002 — 911 Fire Rescue (Sunstorm Interactive)
- 2002 — Duke Nukem: Manhattan Project (Sunstorm Interactive)